# الإعاقة في بنغلاديش
الإعاقة في بنغلاديش، يقدر عدد الأشخاص الذين يعانون من إعاقات متفاوتة في دولة بنغلاديش في جنوب آسيا بنحو 16 مليون شخص من ذوي الإعاقة في مجتمع بنغلاديش، أو 10% من سكان البلاد.

## الانتشار
في عام 2004، بلغ معدل إنتشار الإعاقة حوالي 6% بين الأشخاص الذين تقل أعمارهم عن 18 عامًا وحوالي 14% بين الأشخاص الذين تزيد أعمارهم عن ذلك العمر.

## الدعم الحكومي
يحق للأشخاص ذوي الإعاقة في بنغلاديش الحصول على الدعم الحكومي، لكن البرامج كانت محدودة النطاق ومقتصرة على المناطق الحضرية، ولم يتم دمج مسألة الإعاقة في برامج التنمية العامة. واستجابة لذلك عملت المنظمات غير الحكومية مثل مركز الإعاقة في التنمية لتقديم المساعدة للأشخاص ذوي الإعاقة.

## الإعاقات الأكثر شيوعاً في بنغلاديش
- فقدان الأطراف والاستخدام المحدود لها.

- إصابات العمود الفقري.

- صعوبات السمع.

- صعوبات الرؤية.

- صعوبة الكلام ونقل الرسائل.

- التخلف العقلي والأمراض العقلية.

## الثقافة
توجد عند البعض في مجتمع بنغلاديش تصورات سلبية عن الإعاقة، وغالباً ما يُنظر إلى الإعاقة وخاصة في المناطق الريفية، على أنها لعنة جلبتها أخطاء الوالدين، ويُعتقد في كثير من الأحيان أنها معدية. نادراً ما يصبح الأطفال ذوو الإعاقة والأطفال غير المعاقين أصدقاء، مما يخلق انفصالًا يستمر حتى مرحلة البلوغ.

## الأمم المتحدة
بنغلاديش وقعت على اتفاقية حقوق الأشخاص ذوي الإعاقة في الأمم المتحدة، في 9 مايو 2007 وصدقت عليها، في 9 أكتوبر 2013، أقرت بنغلاديش مشروع قانون يسمى الأشخاص ذوي الإعاقة مع قانون حقوق الأشخاص ذوي الإعاقة وحمايتهم لعام 2013، والذي نفذ التزاماته بموجب اتفاقية حقوق الأشخاص ذوي الإعاقة. حل هذا القانون محل قانون رعاية المعاقين لعام 2001.